# Neuhaus
Neuhaus е белгийски производител на шоколад и пралини в Брюксел. Фабриката му се намира в гр. Влезенбек (Vlezenbeek, 3324 жители), Фламандски Брабант.
Фирмата е основана през 1857 г. в Брюксел от швейцареца Жан Нойхаус. Първоначално произвежда фармацевтични продукти, като бонбони срещу кашлица и други. С времето започва да произвежда шоколад и бонбони и в края на века вече си е създала име в столицата.
Днес Neuhaus е най-големият производител на луксозни пралини в Белгия.